# Philippe Desmet
Philippe Desmet (Waregem, 1958. november 29. – ) belga válogatott labdarúgó.

## Pályafutása

### Klubcsapatban
1977 és 1986 között a KSV Waregem csapatában játszott. 1986-tól 1989-ig a francia Lille játékosa volt. 1989 és 1991 között a Kortrijkot erősítette. 1991-ben a Charleroi együttesében szerepelt. 1992-ben az Eendracht Aalst játékosaként fejezte be a pályafutását. 

### A válogatottban
1985 és 1987 között 14 alkalommal szerepelt a belga válogatottban és 1 gólt szerzett. Részt vett az 1986-os világbajnokságon.

## Sikerei
KSV Waregem
- Belga szuperkupa (1): 1982